# فيليب نيتشكه
فيليب نيتشكه (بالإنجليزية: Philip Nitschke)‏ هو طبيب أسترالي، ولد في 8 أغسطس 1947 في جنوب أستراليا في أستراليا.